# C1GALT1
C1GALT1 (англ. Core 1 synthase, glycoprotein-N-acetylgalactosamine 3-beta-galactosyltransferase 1) – білок, який кодується однойменним геном, розташованим у людей на 7-й хромосомі. Довжина поліпептидного ланцюга білка становить 363 амінокислот, а молекулярна маса — 42 203.
| 10         |  | 20         |  | 30         |  | 40         |  | 50         |
| ---------- |  | ---------- |  | ---------- |  | ---------- |  | ---------- |
| MASKSWLNFL |  | TFLCGSAIGF |  | LLCSQLFSIL |  | LGEKVDTQPN |  | VLHNDPHARH |
| SDDNGQNHLE |  | GQMNFNADSS |  | QHKDENTDIA |  | ENLYQKVRIL |  | CWVMTGPQNL |
| EKKAKHVKAT |  | WAQRCNKVLF |  | MSSEENKDFP |  | AVGLKTKEGR |  | DQLYWKTIKA |
| FQYVHEHYLE |  | DADWFLKADD |  | DTYVILDNLR |  | WLLSKYDPEE |  | PIYFGRRFKP |
| YVKQGYMSGG |  | AGYVLSKEAL |  | KRFVDAFKTD |  | KCTHSSSIED |  | LALGRCMEIM |
| NVEAGDSRDT |  | IGKETFHPFV |  | PEHHLIKGYL |  | PRTFWYWNYN |  | YYPPVEGPGC |
| CSDLAVSFHY |  | VDSTTMYELE |  | YLVYHLRPYG |  | YLYRYQPTLP |  | ERILKEISQA |
| NKNEDTKVKL |  | GNP        |  |            |  |            |  |            |

A: Аланін

C: Цистеїн

D: Аспарагінова кислота

E: Глутамінова кислота

F: Фенілаланін

G: Гліцин

H: Гістидин

I: Ізолейцин

K: Лізин

L: Лейцин

M: Метіонін

N: Аспарагін

P: Пролін

Q: Глутамін

R: Аргінін

S: Серин

T: Треонін

V: Валін

W: Триптофан

Кодований геном білок за функціями належить до трансфераз, глікозилтрансфераз, білків розвитку, фосфопротеїнів. 
Задіяний у таких біологічних процесах, як ангіогенез, диференціація клітин, альтернативний сплайсинг. 
Білок має сайт для зв'язування з іонами металів, іоном магнію. 
Локалізований у мембрані.